# Javi Castro
Javier Castro Urdín (Madrid; 13 de septiembre del 2000), conocido como Javi Castro, es un futbolista español que juega como defensa central en el Real Racing Club de Santander de la Segunda División de España.

## Carrera
Castro se unió a la configuración juvenil del Rayo Vallecano en 2015, procedente del CD Canillas. El 25 de julio de 2019, tras finalizar su formación, fichó por AD Alcorcón y fue adscrito inmediatamente a AD Alcorcón B en Tercera División.
Castro hizo su debut absoluto el 25 de agosto de 2019, comenzando en una victoria a domicilio de la Tercera División ante el Fútbol Alcobendas Sport por 1-0. 
El 26 de enero de 2020, hizo su debut con el primer equipo del AD Alcorcón, después de entrar como suplente por el lesionado Paris Adot en una victoria por 3-1 en casa contra el SD Ponferradina en el campeonato Segunda División.
Durante la temporada 2019-20 jugaría dos encuentros en la Segunda División de España, además de su debut, otro encuentro frente al CD Tenerife que acabaría con un empate a cero el 13 de julio de 2020. Castro también disputaría el play-off de ascenso a la Segunda División B con el filial.

## Clubes
Actualizado al último partido disputado el 12 de junio de 2025. Resaltada temporada en calidad de cesión.
| Club                         | Liga          | Temporada     | Liga  | Liga  | Liga   | Copas nacionales | Copas nacionales | Copas nacionales | Copas internacionales | Copas internacionales | Copas internacionales | Total | Total | Total  |
| Club                         | Liga          | Temporada     | Part. | Goles | Asist. | Part.            | Goles            | Asist.           | Part.                 | Goles                 | Asist.                | Part. | Goles | Asist. |
| ---------------------------- | ------------- | ------------- | ----- | ----- | ------ | ---------------- | ---------------- | ---------------- | --------------------- | --------------------- | --------------------- | ----- | ----- | ------ |
| A. D. Alcorcón "B" · España  | 3.ª           | 2019-20       | 27    | 0     | 0      | —                | —                | —                | —                     | —                     | —                     | 27    | 0     | 0      |
| A. D. Alcorcón "B" · España  | Total club    | Total club    | 27    | 0     | 0      | 0                | 0                | 0                | 0                     | 0                     | 0                     | 27    | 0     | 0      |
| A. D. Alcorcón · España      | 2.ª           | 2019-20       | 2     | 0     | 0      | —                | —                | —                | —                     | —                     | —                     | 2     | 0     | 0      |
| A. D. Alcorcón · España      | 2.ª           | 2020-21       | 15    | 0     | 0      | 3                | 0                | 0                | —                     | —                     | —                     | 18    | 0     | 0      |
| Celta Fortuna · España       | 1.ª RFEF      | 2021-22       | 35    | 1     | 3      | —                | —                | —                | —                     | —                     | —                     | 35    | 1     | 3      |
| Celta Fortuna · España       | Total club    | Total club    | 35    | 1     | 3      | 0                | 0                | 0                | 0                     | 0                     | 0                     | 35    | 1     | 3      |
| A. D. Alcorcón · España      | 1.ª RFEF      | 2022-23       | 41    | 1     | 0      | 2                | 0                | 0                | —                     | —                     | —                     | 43    | 1     | 0      |
| A. D. Alcorcón · España      | 2.ª           | 2023-24       | 40    | 1     | 0      | 2                | 0                | 0                | —                     | —                     | —                     | 23    | 2     | 0      |
| A. D. Alcorcón · España      | Total club    | Total club    | 98    | 2     | 0      | 7                | 0                | 0                | 0                     | 0                     | 0                     | 105   | 2     | 0      |
| Racing de Santander · España | 2.ª           | 2024-25       | 39    | 3     | 0      | 2                | 0                | 0                | —                     | —                     | —                     | 41    | 3     | 0      |
| Racing de Santander · España | Total club    | Total club    | 39    | 3     | 0      | 2                | 0                | 0                | 0                     | 0                     | 0                     | 41    | 3     | 0      |
| Total carrera                | Total carrera | Total carrera | 199   | 6     | 3      | 9                | 0                | 0                | 0                     | 0                     | 0                     | 208   | 6     | 3      |
| 1. 2.                        |               |               |       |       |        |                  |                  |                  |                       |                       |                       |       |       |        |